# Едуардо Франко
Едуардо Франко (англ. Eduardo Franco; нар. 11 листопада 1995, Юма, Аризона) — американський актор, найбільш відомий завдяки ролям Арґайла в серіалі «Дивні дива», Спенсера Діаса в серіалі «Американський вандал» і Тео в фільмі «Освіта».

## Життєпис
Народився 11 листопада 1995 року в Юмі.
Розпочав кар'єру з ролі Стью в серіалі «Гід геймера практично до всього на світі» в 2015 році. Пізніше знімався в ролі Гевіса в серіалі «Адам руйнує все». З'являвся в епізодичних ролях в серіалах «Ти — найгірший», «Лопес», «Вибухова штучка», «Those Who Can't». Також зіграв роль Джеремі Абеляра в фільмі «Прилад» 2018 року, роль Ендрю в фільмі «The Binge», роль Тодда в фільмі «Суперінтелект», зіграв Майка в «Ми розлучилися», також виконав роль Грега в фільмі 2021 року «Погані домогосподарки».
В 2022 році виконав роль Арґайла в основному акторському складі 4-ого сезону серіалу «Дивні дива».

## Фільмографія

### Фільми
| Рік  | Назва українською         | Оригінальна назва                   | Роль                 | Примітки           |
| ---- | ------------------------- | ----------------------------------- | -------------------- | ------------------ |
| 2018 | Прилад                    | The Package                         | Джеремі Абеляр       |                    |
| 2019 | Освіта                    | Booksmart                           | Тео                  |                    |
| 2019 |                           | Labeled                             | Охоронець            | телевізійний фільм |
| 2020 |                           | The Binge                           | Ендрю                |                    |
| 2020 | Суперінтелект             | Superintelligence                   | Тодд                 |                    |
| 2021 | Ми розлучилися            | We Broke Up                         | Майк                 |                    |
| 2021 | Відчайдушні аферистки     | Queenpins                           | Грег                 |                    |
| 2021 | Коаті: Легенда джунглів   | Koati                               | Пако (озвучування)   |                    |
| 2022 |                           | The Binge 2: It's A Wonderful Binge | Ендрю                |                    |
| 2023 | Кракен-дівча на ім'я Рубі | Ruby Gillman, Teenage Kraken        | Тревін (озвучування) |                    |
| TBA  |                           | Y2K                                 | TBA                  | Зйомки             |

### Телебачення
| Рік                 | Назва українською                        | Оригінальна назва                       | Роль                        | Примітки                                                       |
| ------------------- | ---------------------------------------- | --------------------------------------- | --------------------------- | -------------------------------------------------------------- |
| 2015 — 2017         | Гід геймера практично до всього на світі | Gamer's Guide to Pretty Much Everything | Стью                        | 7 серій                                                        |
| 2015 — 2017         | Адам руйнує все                          | Adam Ruins Everything                   | Гевіс                       | 4 серії                                                        |
| 2016                | Худий                                    | The Skinny                              | Хосе                        | Серія: «Squad»                                                 |
| 2016                | Ти — найгірший                           | You're the Worst                        | Джастін                     | Серія: «The Inherent, Unsullied Qualitative Value of Anything» |
| 2017                | Лопес                                    | Lopez                                   | Глядач                      | Серія: «George Gets Schooled»                                  |
| 2017                |                                          | Idiotsitter                             |                             | 3 серії                                                        |
| 2017                |                                          | Good Game                               | Геймер                      | Серія: «Everyone Calls Everyone Else a Nazi»                   |
| 2017                | Американський вандал                     | American Vandal                         | Спенсер Діаз                | (1 сезон); 6 серій                                             |
| 2017                | Вибухова штучка                          | Lady Dynamite                           | Спайдер                     | Серія: «Goof Around Gang»                                      |
| 2018                | Круті хлопці                             | The Cool Kids                           | Кевін                       | Серія: «Pilot»                                                 |
| 2019                |                                          | Those Who Can't                         | Кевін                       | Серія: «You Can't Go Homecoming Again»                         |
| 2019                | Пожежна Такоми                           | Tacoma FD                               |                             | Серія: «A New Hope»                                            |
| 2020                | Конан                                    | Conan                                   | Інтерн Джейкоб              | Серія: «Kumail Nanjiani»                                       |
| 2021 — поточний час | Ляльковий будиночок Ґаббі                | Gabby's Dollhouse                       | Діджей Кетніп (озвучування) | 7 серій                                                        |
| 2022 — поточний час | Дивні дива                               | Stranger Things                         | Арґайл                      | Періодична роль (4 сезон); 8 серій                             |